# 职业足球运动员全国联盟
職業足球員全國聯盟（法語：Union nationale des footballeurs professionnels，簡稱UNFP）是法國一個專業機構，現時是當地職業足球運動員主要的工会，於1961年11月16日由兩名足球運動員尤金·安祖·利亞（Eugène N'Jo Léa）和朱斯特·方丹及一名法学家雅克·伯特蘭（Jacques Bertrand）共同創立。現任會長是菲利普·皮雅特（Philippe Piat）。
在球季進行期間，職業足球員全國聯盟會在法甲及法乙各選出一名「UNFP每月最佳球員」（UNFP Player of the Month）；自1990年夏季開始，職業足球員全國聯盟亦為未有落班的足球運動員提供操練。

## 歷任會長
- 1961-1964年：朱斯特·方丹（Just Fontaine）
- 1964-1969年：米歇爾·伊達爾戈（Michel Hidalgo）
- 1969-現任：菲利普·皮雅特（Philippe Piat）

## 外部連結
- （法文） UNFP官網 （页面存档备份，存于）